# 土手町通
土手町通（どてまちどおり）は、京都市の南北の通りの一つ。北は丸太町通から、南は七条通まで至る。途中、夷川通と上ノ口通との間で中断し、通りは二つの区間に大きく分断される。そのため全長は約700メートルと短い。
全ての区間において北行きの一方通行となっている。

## 概要
通りの名の「土手」とは、豊臣秀吉が京都に築いた御土居のことである。御土居は洛中の防衛や鴨川の氾濫時に堤防となることを目的として1591年（天正19年）に市街地を囲むように建設された。ところが江戸時代に入り、市街地の人口が増加し町が発展していくと、御土居の存在は邪魔になった。加えて1670年（寛文10年）には鴨川の氾濫を防ぐ新たな堤防（寛文新堤）が完成し、市街地東部における御土居の役目は失われた。最終的に鴨川西岸の御土居は1708年（宝永5年）に撤去され、その跡にできたのがこの土手町通である。
丸太町通－夷川通の区間は京都御所の東南に位置し、周辺には近衛家・鷹司家などの公卿屋敷が存在した。明治時代には舎密局が土手町通夷川に開局している。この区間の沿道には旅館や厚生施設、住宅が立ち並ぶ。
夷川通で通りは一度絶たれるが、東にある細道を抜けると一筋南の二条通で木屋町通に接続する。これを南下していくと上ノ口通以南で西隣に通りが再び出現する。
上ノ口通－七条通の区間は東本願寺の別邸、渉成園の東に位置する。江戸時代、周辺は東本願寺の寺内町であり、寺に出入りする業者や御用商人が並ぶ町であった。沿道には住宅のほか、京人形店も店を構える。

## 沿道の主な施設
- 木戸孝允旧跡・邸宅跡　竹屋町通下ル
- 日本年金機構中京年金事務所　同上
- 京都市立銅駝中学校・京都市立銅駝美術工芸高等学校（跡地）　夷川通北東角
  - 舎密局跡
- 正因寺　正面通下ル

## 交差する道路
- 丸太町通（京都市道187号鹿ヶ谷嵐山線）
- 竹屋町通
- 夷川通
- 上ノ口通
- 上珠数屋町通
- 正面通（中珠数屋町通）
- 下珠数屋町通
- 七条通（京都府道113号梅津東山七条線）